# Бебіу
Бебіу (рум. Băbiu) — село у повіті Селаж в Румунії. Входить до складу комуни Алмашу.
Село розташоване на відстані 365 км на північний захід від Бухареста, 26 км на південь від Залеу, 44 км на північний захід від Клуж-Напоки.

## Населення
За даними перепису населення 2002 року у селі проживали 66 осіб.
Національний склад населення села:
| Національність | Кількість осіб | Відсоток |
| -------------- | -------------- | -------- |
| румуни         | 48             | 72,7%    |
| угорці         | 18             | 27,3%    |

Рідною мовою назвали:
| Мова      | Кількість осіб | Відсоток |
| --------- | -------------- | -------- |
| румунська | 53             | 80,3%    |
| угорська  | 13             | 19,7%    |